# Предпринимательство
Предпринима́тельство (предпринима́тельская де́ятельность) — осуществляемая на свой риск деятельность, направленная на систематическое получение прибыли от владения имуществом, продажи товаров, выполнения работ или оказания услуг.
Осуществление предпринимательской деятельности обычно требует государственной регистрации, но критерии и условия могут существенно различаться в разных странах. Согласно законодательству Российской Федерации предпринимательство может осуществляться юридическим лицом или непосредственно физическим лицом (индивидуальным предпринимателем) после их регистрации в установленном законом порядке.
Отдельные случаи продажи товаров, выполнения работ или оказания услуг, не приводящие к систематическому получению прибыли, предпринимательством не является.
В русском языке слова предпринимательство и бизнес часто используются как синонимы, но иногда они имеют разное значение.
Эффективность предпринимательской деятельности может оцениваться не только размерами прибыли, но и изменением стоимости предприятия (рыночной стоимости предприятия, гудвилла). Иногда в отдельную категорию выделяют социальное предпринимательство.
Для предпринимательства используется имущество, нематериальные активы, труд, как самого предпринимателя, так и привлечённые со стороны. Нет гарантий, что затраченные средства окупятся, что произведённое будет продано с прибылью. С этим связан риск потерь всего или части имущества.
Предприниматель часто воспринимается как новатор, источник новых идей, технологий, товаров, услуг.
Предпринимательская деятельность часто ассоциируется с малым предпринимательством, когда собственник зачастую является одновременно и руководителем. В крупной же компании функции управления часто выполняют наёмные руководители, а собственники участвуют в управлении через голосования на общих собраниях.

## История

### Возникновение понятия
Слово «предприниматель» заимствованно из французского языка. Это слово впервые появилось во французском словаре под названием Dictionnaire Universel de Commerce, составленном Жаком де Брюслоном и опубликованном в 1723 году. Для обозначения того же самого значения в Великобритании часто использовалось слово «авантюрист» англ. adventurer. Изучение предпринимательства восходит к работе конца 17-го начала 18-го веков ирландско-французского экономиста Ричарда Кантильона, которая была основополагающей для классической экономики. Кантильон впервые определил это понятие в своём эссе «Природа торговли в целом» (Essai sur la Nature du Commerce en Général), которое Уильям Стэнли Джевонс считал «колыбелью политической экономии». Кантильон определил предпринимателя как лицо, которое платит определённую цену за товар и перепродаёт его по неопределённой цене, «принимая решения о получении и использовании ресурсов, в то же время признавая риск предприятия». Он считал предпринимателя рискованным человеком, который сознательно выделяет ресурсы для использования возможностей максимизации финансовой отдачи. Кантильон подчеркнул готовность предпринимателя взять на себя риск и иметь дело с неопределённостью, таким образом, он обратил внимание на функцию предпринимателя и различил функцию предпринимателя и владельца, который предоставил деньги.
Жан-Батист Сэй также определил предпринимателей как движущую силу экономического развития, подчеркнув их роль в качестве одного из собирающих факторов производства, распределяющего ресурсы от менее продуктивных областей к более продуктивным. И Сэй, и Кантильон принадлежали к французской школе мысли и были известны как физиократы.
В истории России в разное время предприниматели назывались по разному: купцы, коммерсанты, фабриканты, промышленники. Они открывали новые земли, строили производства, занимались торговой и внешнеэкономической деятельностью. Пётр I был первым акционером в России, поддерживал развитие акционерных обществ: 27 октября 1699 г. он издал Указ «О составлении купцам, как и в других государствах, торговых компаний…».
Со времён средневековых купеческих гильдий в Германии, ремесленнику требовалось специальное разрешение для работы в качестве предпринимателя, небольшое доказательство компетентности, которое ограничивало обучение учеников ремесленниками, имевшими сертификат Meister. Этот институт был введён в 1908 году после периода так называемой свободы торговли, введённой в 1871 году в Германском рейхе. Однако для начала своего дела не требовалось подтверждать свою компетентность. В 1935 и 1953 годах было вновь введено более широкое доказательство компетентности, которое требовало от ремесленников получения сертификата об обучении учеников Meister, прежде чем им разрешалось открыть новое дело.

### XX век
Первоначально экономисты предприняли первую попытку углублённого изучения концепции предпринимательства. Альфред Маршалл рассматривал предпринимателя как многозадачного капиталиста и заметил, что в равновесии полностью конкурентного рынка не было места для «предпринимателей», как создателей экономической деятельности.
В XX веке предпринимательство изучалось Йозефом Шумпетером в 1930-х годах и другими австрийскими экономистами, такими как Карл Менгер, Людвиг фон Мизес и Фридрих фон Хайек. В то время как заимствование из французского языка слова «предприниматель» датируется 1850 годом, термин «предпринимательство» был придуман примерно в 1920-х годах. Согласно Шумпетеру, предприниматель готов и способен превратить новую идею или изобретение в успешную инновацию. Предпринимательство использует то, что Шумпетер назвал «бурей созидательного разрушения», чтобы полностью или частично заменить низшие предложения на рынках и в отраслях, одновременно создавая новые продукты и новые бизнес-модели, таким образом, созидательное разрушение в значительной степени ответственно за долгосрочный экономический рост. Идея о том, что предпринимательство ведёт к экономическому росту, является интерпретацией остатка в Теории эндогенного роста и как таковая продолжает обсуждаться в академической экономике. Альтернативное описание Израэля Кирцнера предполагает, что большинство инноваций могут быть постепенными улучшениями, такими как замена бумаги пластиком в производстве соломок для питья, которое не требуют особых качеств.
Для Шумпетера предпринимательство привело к появлению новых отраслей и новых комбинаций существующих в настоящее время ресурсов. Первым примером Шумпетера было сочетание паровой машины и современных технологий изготовления вагонов для производства безлошадного экипажа. В этом случае инновация (то есть автомобиль) была трансформационной, но не требовала разработки драматических новых технологий. Он не сразу заменил гужевой экипаж, но со временем постепенные усовершенствования снизили стоимость и усовершенствовали технологию, приведя к современному автомобилестроению. Несмотря на вклад Шумпетера в начале XX века, традиционная микроэкономическая теория формально не рассматривала предпринимателя в своих теоретических рамках (вместо того, чтобы предполагать, что ресурсы будут находить друг друга через систему цен). В этой трактовке предприниматель был подразумеваемым, но неопределённым действующим лицом, согласующимся с концепцией предпринимателя, являющегося агентом х-эффективности.
Для Шумпетера предприниматель не нёс риска: рисковал капиталист. Шумпетер считал, что равновесие несовершенно, он продемонстрировал, что изменяющаяся среда постоянно предоставляет новую информацию об оптимальном распределении ресурсов для повышения прибыльности. Некоторые люди получают новую информацию раньше других и рекомбинируют ресурсы, чтобы получить предпринимательскую прибыль. Шумпетер придерживался мнения, что предприниматели с помощью инноваций сдвигают кривую производственных возможностей на более высокий уровень.

### XXI век
В 2000-х годах предпринимательство было расширено от его истоков в коммерческих предприятиях до социального предпринимательства, в котором бизнес-цели ищут наряду с социальными, экологическими или гуманитарными целями и даже концепцией политического предпринимателя. Предпринимательство в рамках существующей фирмы или крупной организации называется внутрипредпринимательством и может включать в себя корпоративные предприятия, где крупные предприятия являются «побочными» дочерними организациями.
Предприниматели — это лидеры, готовые рисковать и проявлять инициативу, используя рыночные возможности путём планирования, организации и развёртывания ресурсов, часто путём инноваций для создания новых или улучшения существующих продуктов или услуг. В 2000-х годах термин «предпринимательство» был расширен и стал включать в себя специфический менталитет, приводящий к предпринимательским инициативам, например, в форме социального предпринимательства, политического предпринимательства или предпринимательства знаний.
По словам Пола Рейнольдса, основателя Global Entrepreneurship Monitor, «к тому времени, когда они достигают своего пенсионного возраста, половина всех работающих мужчин в Соединённых Штатах, вероятно, имеют период самостоятельной занятости в течение одного или более лет; каждый четвёртый может заниматься самостоятельной занятостью в течение шести или более лет. Участие в создании нового предприятия является общей деятельностью среди американских рабочих в течение их карьеры». В последние годы предпринимательство было заявлено в качестве одного из основных факторов экономического роста как в Соединённых Штатах, так и в Западной Европе.
Предпринимательская деятельность существенно отличается в зависимости от типа организации и задействованного творчества. Предпринимательство варьируется в масштабах от одиночных, неполных проектов до крупномасштабных предприятий, которые включают команду и которые могут создать много рабочих мест. Многие «высокоценные» предприятия ищут венчурный капитал или ангельское финансирование (стартовые деньги) для привлечения капитала для создания и расширения предприятия. Существует много организаций, оказывающих поддержку потенциальным предпринимателям, включая специализированные правительственные учреждения, бизнес-инкубаторы (которые могут быть коммерческими, некоммерческими или управляться образовательным учреждением), технопарки и общественные организации, которые включают целый ряд организаций, в том числе некоммерческие, благотворительные организации, фонды и группы по защите интересов предпринимателей (например, торговые палаты).

## Предпринимательское поведение
Предприниматель обычно рассматривается как новатор-дизайнер новых идей и бизнес-процессов. Управленческие навыки и сильные командообразовательные способности часто воспринимаются как важнейшие атрибуты лидерства для успешных предпринимателей. Политический экономист Роберт Райх считает лидерство, управленческие способности и командообразование необходимыми качествами предпринимателя.

### Восприятие неопределённости и принятие риска
Теоретики Фрэнк Найт и Питер Друкер определили предпринимательство в терминах принятия риска. Предприниматель готов поставить на карту свою карьеру и финансовую безопасность и рисковать во имя идеи, тратя время и капитал на неопределённое предприятие. Однако предприниматели часто не верят, что они взяли на себя огромный риск, потому что они не воспринимают уровень неопределённости таким же высоким, как другие люди. Найт классифицировал три типа неопределённости:
- Риск, который измеряется статистически (например, вероятность извлечения красного цветного шара из банки, содержащей пять красных шаров и пять белых шаров);
- Неоднозначность, которую трудно измерить статистически (например, вероятность извлечения красного шара из банки, содержащей пять красных шаров, но неизвестное количество белых шаров);
- Истинная неопределённость или неопределённость Найта, которую невозможно оценить или предсказать статистически (например, вероятность извлечения красного шара из банки, содержимое которой, в терминах количества цветных шаров, совершенно неизвестно). Предпринимательство часто ассоциируется с истинной неопределённостью, особенно когда оно связано с созданием нового товара или услуги для рынка, который ранее не существовал, а не когда предприятие создаёт постепенное улучшение существующего продукта или услуги.

Исследование 2014 года в ETH Zürich показало, что по сравнению с типичными менеджерами предприниматели показали более высокую эффективность принятия решений и более сильную активацию в областях фронтальной коры (FPC), ранее связанных с исследовательским выбором.
В 2020 году индекс провала бизнеса в мире составлял 20-22 %, в России порядка 40 % бизнесов закрываются в течение трёх лет.

### «Тренируемость» и принятие советов
Способность предпринимателей работать в тесном контакте с ранними инвесторами и другими партнёрами и принимать их советы (то есть их готовность к сотрудничеству) уже давно считается важнейшим фактором успеха в предпринимательской деятельности. В то же время экономисты утверждают, что предприниматели не должны просто следовать всем советам, которые им дают, даже если эти советы исходят из хорошо информированных источников, поскольку предприниматели обладают гораздо более глубокими и богатыми местными знаниями о своей собственной фирме, чем любой посторонний. Действительно, показатели тренируемости фактически не являются предикторами предпринимательского успеха (например, измеряется как успех в последующих раундах финансирования, приобретениях, поворотах и выживании фирмы). Это исследование также показывает, что более старые и крупные команды-основатели, предположительно те, у кого больше предметного опыта, менее обучаемы, чем более молодые и мелкие команды-основатели.

### Стратегия
Стратегии, которые предприниматели могут использовать включают в себя:
- Инновации новых продуктов, услуг или процессов;

- Непрерывное совершенствование процессов индекса потребительских цен (CPI);
- Исследование новых бизнес-моделей;
- Использование технологии;
- Использование business intelligence (BI);
- Использование экономических стратегий;
- Разработка будущих продуктов и услуг;
- Оптимизированное управление талантами[34].

### Проектирование индивидуальных возможностей
Согласно Шейну и Венкатараману, предпринимательство включает в себя как «предприимчивых людей», так и «предпринимательские возможности», поэтому исследователи должны изучать природу людей, которые определяют возможности, когда другие этого не делают, сами возможности и связь между людьми и возможностями. С другой стороны, Рейнольдс и др. утверждают, что люди мотивированы участвовать в предпринимательских начинаниях, движимых главным образом необходимостью или возможностью, то есть люди преследуют предпринимательство прежде всего из-за потребностей выживания, или потому, что они определяют бизнес-возможности, которые удовлетворяют их потребность в достижении. Например, более высокий уровень экономического неравенства имеет тенденцию к повышению уровня предпринимательства, основанного на необходимости, на индивидуальном уровне.

### Восприятие возможностей и предубеждения
Одно исследование показало, что определённые гены, влияющие на личность, могут влиять на доход самозанятых людей. Некоторые люди могут использовать «врождённую способность» или квазистатический смысл для оценки общественного мнения и рыночного спроса на новые продукты или услуги. Предприниматели, как правило, имеют возможность видеть неудовлетворённые потребности рынка и недостаточно обслуживаемые рынки. В то время как некоторые предприниматели полагают, что они могут чувствовать и понимать, что думают другие, СМИ играют решающую роль в формировании взглядов и спроса. Рамоглу утверждает, что предприниматели не так уж отличительны и что это по существу плохие концептуализации «не-предпринимателей», которые поддерживают хвалебные портреты «предпринимателей» как исключительных новаторов или лидеров. Предприниматели часто слишком самоуверенны, демонстрируют иллюзию контроля, когда они открывают/расширяют бизнес или новые продукты/услуги.

### Стили
Различия в предпринимательских организациях частично отражают гетерогенную идентичность их учредителей. Фошар и Грубер разделили предпринимателей на три основных типа: дарвинисты, коммунитаристы и миссионеры. Эти типы предпринимателей принципиально расходятся в своих взглядах на себя, социальных мотивациях и моделях создания новых фирм.

### Общение
Предприниматели должны практиковать эффективную коммуникацию как внутри своей фирмы, так и с внешними партнёрами и инвесторами, чтобы запустить и развивать предприятие и позволить ему выжить. Предпринимателю нужна коммуникационная система, которая связывает персонал его фирмы и соединяет фирму с внешними фирмами и клиентами. Предприниматели должны быть харизматичными лидерами, чтобы они могли эффективно донести своё видение до своей команды и помочь создать сильную команду. Передача видения последователям может быть самым важным актом трансформационного лидера. Убедительные видения дают сотрудникам чувство цели и поощряют приверженность. Видение должно быть сообщено через письменные заявления и через личное общение. Предпринимательские лидеры должны говорить и слушать, чтобы выразить своё видение другим.
Коммуникация играет ключевую роль в предпринимательстве, поскольку она позволяет лидерам убедить потенциальных инвесторов, партнёров и сотрудников в целесообразности того или иного действия. Предприниматели должны эффективно общаться с акционерами. Невербальные элементы в речи, такие как тон голоса, взгляд в глаза отправителя, язык тела, жесты рук и состояние эмоций, также являются важными средствами коммуникации. Теория коммуникативной адаптации утверждает, что во время общения люди будут пытаться приспособить свой метод общения с другими людьми. Теория «поддержания лица» описывает, как люди из разных культур управляют конфликтными переговорами, чтобы сохранить «лицо». Модель коммуникаций Хью Рэнка «интенсификация и преуменьшение» может быть использована предпринимателями, разрабатывающими новый продукт или услугу. Рэнк утверждает, что предприниматели должны быть в состоянии усилить преимущества своего нового продукта или услуги и преуменьшить недостатки, чтобы убедить других поддержать их предприятие.

## Формы предпринимательства
- Индивидуальное:
  - Индивидуальный предприниматель
- Коллективное:
  - Кооператив
  - Предприятие
  - Полное товарищество
  - Товарищество на вере
  - Общество с ограниченной ответственностью
  - Общество с дополнительной ответственностью
  - Хозяйственное партнёрство
  - Инвестиционное товарищество
  - Непубличное акционерное общество
  - Публичное акционерное общество
- Государственное

Особо выделяют незаконное предпринимательство.
По характеру деятельности различают производственное, торгово-коммерческое, кредитно-финансовое, сервисное (оказание услуг) и др.
Для защиты своих интересов российское предпринимательское сообщество по закону «О некоммерческих организациях» может формировать различные ассоциации.

## Процесс предпринимательства

### Стартовый капитал
Источниками капитала для начала предпринимательской деятельности могут быть:
- Собственные средства:
  1. Для индивидуального предпринимателя — его личные средства и сбережения, собственное имущество (помещение, оборудование, машина).
  2. Для юридического лица — его уставный капитал, формируемый учредителями, чаще всего это долевое финансирование.
- Привлечение инвестиций:
  1. Активными участниками новых проектов являются венчурные фонды и бизнес-ангелы.
  2. Сбор средств через краудфандинг. Средства могут приниматься как в обмен на будущую продукцию, так и в качестве пожертвований (что особенно актуально в случае цифровой продукции[англ.], распространяемой по свободной лицензии).
- Займы в банке или у физических лиц (долговое финансирование).
- Безвозмездная помощь (гранты или субсидии).

Кроме того для помощи начинающим предпринимателям существуют правительственные и общественные организации, технопарки и бизнес-инкубаторы.

### Регистрация и лицензирование
Получение лицензии на право деятельности у государства.

### Реклама
Размещение рекламы, рекламные акции и кампании, специальные предложения.

### Расширение
Расширение (производства, либо сферы оказываемых услуг), также слияние и поглощение конкурентов. Капитализация.

### Выпуск акций
Выпуск акций, котируемых на бирже.

### Продажа и покупка готового бизнеса
Этапом жизни бизнеса является формирование дееспособного предприятия и возможность продажи его. Купля-продажа может осуществляться как самим собственником, так и на открытом рынке готового бизнеса (с добавленной стоимостью, так и предприятия по цене активов).

## Исследования предпринимательства
Для понимания природы предпринимательства многое сделали Людвиг фон Мизес, Фридрих Август фон Хайек и другие представители австрийской школы экономистов. Они рассматривали предпринимательство в качестве одного из основных ресурсов (факторов) экономики наряду с природными — землёй, трудом, капиталом, информацией и временем. Современная экономика понятие «земля» заменяет на понятие «средства труда», а информацию и время относит в категорию «труд». Предпринимательство обычно нацеливает на экономию времени за счёт снижения трансакционных издержек.
Австрийский экономист Йозеф Шумпетер дал определение: предприниматель — это человек, пытающийся превратить новую идею или изобретение в успешное нововведение. В частности, предпринимательство представляет собой силу творческого разрушения, действующую на рынках и в производстве, одновременно создавая новые товары и модели предпринимательства. Творческое разрушение обеспечивает динамичный и долгосрочный экономический рост.
Фрэнк Найт и Питер Друкер, рассматривая риск как неотъемлемый атрибут предпринимательства, выделяли следующие его типы:
- статистический риск;
- неопределённость, которую нельзя рассчитать статистически;
- неопределённость Найта или истинная неопределённость, которую не только нельзя рассчитать, но и невозможно предвидеть.

Например, до появления Интернета невозможно было оценить рынок для существующих ныне успешных проектов, таких как Google или YouTube.
Уильям Баумоль изучал положение предпринимателя, вносящего дисгармонию и вызывающего отторжение на традиционном рынке, так называемое инновационное предпринимательство. Кроме того, У. Баумоль разделял предпринимательство на производительное и деструктивное.
Большая роль в современных исследованиях проблем предпринимательства отведена вопросам влияния институциональных условий на развитие бизнеса, а также роли самого предпринимательства в социально-экономических процессах. Малые и средние предприятия более подвержены транзакционным издержкам, чем крупный бизнес, поэтому условия для ведения предпринимательства в странах и регионах для них более значимы. Одновременно с этим новаторское предпринимательство выполняет функции трансфертного механизма, преобразовывая идеи и технологии в готовые продукты. Высокая плотность предпринимателей повышает вероятность формирования инклюзивных институтов. Развитие малого и среднего бизнеса в значительной мере зависит от действий властей по регулированию рынков, снижению издержек на администрирование, эффективности борьбы с коррупцией, развитию региональной инфраструктуры и т. д.